# Зомерхаузен
Зомерхаузен (на немски: Sommerhausen) е община (Marktgemeinde/Markt) в окръг Вюрцбург в Долна Франкония, Бавария, Германия с 1898 жители (към 31 декември 2017).
Зомерхаузен се намира на десния бряг на Майн 13 km южно от Вюрцбург и е прочут с лозарството си. Средновековните му стени са запазени. Сградата на кметството датира от 16 век.